# Abercorn Football Club
Abercorn Football Club var en skotsk fodboldklub i Paisley, Renfrewshire, Skotland, som eksisterede i perioden 1877-1920.
Klubben spillede i Scottish Football League i perioden 1890-1915, hvor 7.-pladsen i sæsonen 1890-91 blev dens bedste placering, og i Western League i 1915-20. I Scottish Cup var klubbens bedste resultater semifinalepladserne i sæsonerne 1887-88, 1889-90 og 1890-91.